# پژو تیپ ۱۵۶
پژو تایپ ۱۵۶ (انگلیسی: Peugeot Type 156) یک خودروی سایز بزرگ چهار چرخ بود که در سال ۱۹۲۰ معرفی شد و بین سالهای ۱۹۲۱ تا ۱۹۲۳ توسط خودروساز فرانسوی پژو در کارخانه سوشو فرانسه تولید شد. این اولین ماشین بزرگ پژو از قبل از جنگ جهانی اول بود.